# Centaurea poculatoris
Centaurea poculatoris là một loài thực vật có hoa trong họ Cúc. Loài này được Greuter mô tả khoa học đầu tiên năm 1967.